# Abgar V
Abgar V Bar Ma'Nu ou Abgar Oukhama (« Abgar le Noir ») est un roi d'Osroène qui règne à Édesse (aujourd'hui Şanlıurfa ou Urfa en Turquie) pendant deux périodes, d'abord de 7 av. J.-C. à 4 av. J.-C., moment où il est remplacé par son frère Ma'Nu IV Bar Ma'Nu (7 - 13). Il retrouve le trône d'Édesse et règne à nouveau jusqu'à sa mort vers 50.
Il est un des héros d'un ensemble de textes chrétiens appelés aujourd'hui « Légende d'Abgar ».

## Origines
Abgar V est le fils de Ma'Nu III Saphul, qui règne à Édesse de -23 à environ -10 ou -4. Il a épousé Shalmath (Salomé), fille de Mithridate, dont Laroubna d'Édesse précise qu'elle s'appelait aussi Hélène. Son surnom Oukhama (« le Noir »), pourrait lui avoir été donné à cause de la maladie de peau dont il souffrait et qui est même qualifiée de lèpre, dans la « Légende d'Abgar ». Il pourrait aussi signifier qu'il était très brun de peau.